# Хмельницьке (Щербактинський район)
Хмельни́цьке (каз. Хмельницк) — село у складі Щербактинського району Павлодарської області Казахстану. Входить до складу Жилибулацького сільського округу.
Населення — 1065 осіб (2021; 1117 у 2009, 1379 у 1999, 1854 у 1989).
Національний склад станом на 1989 рік:
- росіяни — 43 %